# Eerste divisie (mannenhandbal) 2016/17
De eerste divisie is de op een na hoogste afdeling van het Nederlandse handbal. In het seizoen 2016/2017 werd SMEZO/BFC kampioen en promoveerde rechtstreeks naar de eredivisie. AHV Achilles en Habo '95 degradeerden naar de tweede divisie.

## Opzet
- De kampioen promoveert rechtstreeks naar de eredivisie (mits er niet al een hogere ploeg van dezelfde vereniging in de reguliere eredivisie speelt).
- De ploegen die als een-na-laatste (dertiende) en laatste (veertiende) eindigen degraderen rechtstreeks naar de tweede divisie.
- Het seizoen wordt onderverdeeld in vier perioden van respectievelijk 6, 7, 7 en 6 wedstrijden. De ploeg die in een periode de meeste punten behaalt, is periodewinnaar en verkrijgt het recht om deel te nemen aan de zogenaamde nacompetitie. Indien de uiteindelijke kampioen, een ploeg die niet mag promoveren, of een degradant een periode wint, wordt het recht tot deelname aan de nacompetitie overgedragen aan het hoogst geklasseerde team in de eindrangschikking dat nog niet aan de nacompetitie deelneemt. In de nacompetitie spelen deze vier ploegen uit de eerste divisie tegen elkaar, de winnaar uit deze nacompetitie speelt een tweetal wedstrijden tegen de nummer 17 van de eredivisie om één plaats in de eredivisie.

Er promoveert dus zeker één ploeg, en mogelijk een tweede ploeg via de nacompetitie. Verder degraderen er 2 (gelijk aan het aantal tweede divisies) ploegen.

## Teams
| Club                    | Plaats                | Provincie     | Trainers                       | Hal                     |
| ----------------------- | --------------------- | ------------- | ------------------------------ | ----------------------- |
| FIQAS/Aalsmeer 3        | Aalsmeer              | Noord-Holland | Jeffrey Groeneveld             | de Bloemhof             |
| AHV Achilles            | Apeldoorn             | Gelderland    | Sander Barents                 | Matenpark               |
| SMEZO/BFC               | Beek                  | Limburg       | Nick Onink                     | de Haamen               |
| DIOS                    | Den Hoorn             | Zuid-Holland  | Joris Witjens                  | Ballonhal               |
| EHC                     | Leidschendam-Voorburg | Zuid-Holland  | Lyacine Kaci                   | de Fluit                |
| Habo '95                | Boekel                | Noord-Brabant | Damir Josipovic                | De Burcht               |
| Havas                   | Almere                | Flevoland     | Marcel Post & Theo van de Berg | Sporthal Indische Buurt |
| Nieuwegein              | Nieuwegein            | Utrecht       | Rick Louw                      | Galecop                 |
| Olympia '89             | Oss                   | Noord-Brabant | Paul Coenders                  | Mondriaanhal            |
| Koornneef W&S/Quintus 2 | Kwintsheul            | Zuid-Holland  | Carl van Esch                  | Eekhout Hal             |
| Sittardia               | Sittard               | Limburg       | Eric Eussen                    | Stadssporthal           |
| Snelwiek                | Rotterdam             | Zuid-Holland  | Remco Peters                   | Albeda College          |
| KRAS/Volendam 2         | Volendam              | Noord-Holland | Ron Tol & Nico Admiraal        | Opperdam                |
| WHC                     | Den Haag              | Zuid-Holland  | Zsigmond Makay                 | Loosduinen              |

## Stand
| Pos | Team                    | Wed | W  | G | V  | Ptn | DV  | DT  | +/−  | Opmerking                         |
| --- | ----------------------- | --- | -- | - | -- | --- | --- | --- | ---- | --------------------------------- |
| 1   | SMEZO/BFC               | 26  | 21 | 1 | 4  | 43  | 729 | 623 | +106 | Promoveert naar de Eredivisie     |
| 2   | Nieuwegein              | 26  | 18 | 0 | 8  | 36  | 753 | 680 | +73  | Winnaar derde periode             |
| 3   | Olympia '89             | 26  | 17 | 2 | 7  | 36  | 736 | 669 | +67  | Winnaar eerste periode            |
| 4   | Koornneef W&S/Quintus 2 | 26  | 17 | 2 | 7  | 36  | 703 | 650 | +53  |                                   |
| 5   | FIQAS/Aalsmeer 3        | 26  | 15 | 3 | 8  | 33  | 748 | 696 | +52  | Winnaar vierde periode            |
| 6   | DIOS                    | 26  | 16 | 0 | 10 | 32  | 678 | 621 | +57  | Winnaar tweede periode            |
| 7   | Snelwiek                | 26  | 14 | 0 | 12 | 28  | 728 | 711 | +17  |                                   |
| 8   | KRAS/Volendam 2         | 26  | 12 | 2 | 12 | 26  | 742 | 699 | +43  |                                   |
| 9   | WHC                     | 26  | 11 | 1 | 14 | 23  | 638 | 685 | −47  |                                   |
| 10  | Sittardia               | 26  | 10 | 1 | 15 | 21  | 680 | 688 | −8   |                                   |
| 11  | EHC                     | 26  | 8  | 1 | 17 | 17  | 673 | 786 | −113 |                                   |
| 12  | Havas                   | 26  | 8  | 0 | 18 | 16  | 733 | 768 | −35  |                                   |
| 13  | AHV Achilles            | 26  | 5  | 3 | 18 | 13  | 573 | 691 | −118 | Degradeert naar de tweede divisie |
| 14  | Habo '95                | 26  | 2  | 0 | 24 | 4   | 579 | 726 | −147 | Degradeert naar de tweede divisie |

## Uitslagen
|                         | AAL     | ACH     | BFC     | DIO     | EHC     | HAB     | HAV     | NIE     | OLM     | QUI     | SIT     | SNE     | VOL     | WHC     |
| ----------------------- | ------- | ------- | ------- | ------- | ------- | ------- | ------- | ------- | ------- | ------- | ------- | ------- | ------- | ------- |
| FIQAS/Aalsmeer 3        |         | 28 - 26 | 22 - 20 | 25 - 27 | 35 - 21 | 30 - 25 | 33 - 32 | 34 - 26 | 31 - 31 | 31 - 24 | 32 - 21 | 18 - 33 | 33 - 29 | 25 - 27 |
| AHV Achilles            | 26 - 26 |         | 15 - 21 | 17 - 25 | 29 - 26 | 18 - 17 | 25 - 28 | 23 - 38 | 26 - 35 | 18 - 26 | 22 - 21 | 20 - 25 | 25 - 25 | 27 - 28 |
| SMEZO/BFC               | 27 - 32 | 25 - 20 |         | 27 - 28 | 23 - 22 | 29 - 21 | 28 - 26 | 33 - 32 | 32 - 18 | 31 - 21 | 31 - 24 | 29 - 26 | 39 - 27 | 22 - 19 |
| DIOS                    | 21 - 26 | 22 - 21 | 25 - 26 |         | 27 - 23 | 26 - 22 | 37 - 26 | 24 - 25 | 28 - 24 | 24 - 16 | 30 - 14 | 28 - 26 | 21 - 22 | 26 - 19 |
| EHC                     | 28 - 38 | 20 - 20 | 19 - 33 | 23 - 32 |         | 20 - 22 | 37 - 38 | 31 - 34 | 20 - 33 | 32 - 31 | 37 - 28 | 32 - 27 | 31 - 30 | 29 - 26 |
| Habo '95                | 26 - 24 | 20 - 21 | 23 - 29 | 21 - 33 | 25 - 29 |         | 21 - 28 | 20 - 26 | 15 - 25 | 24 - 27 | 23 - 26 | 23 - 24 | 24 - 29 | 20 - 22 |
| Havas                   | 26 - 36 | 26 - 27 | 27 - 29 | 32 - 34 | 29 - 30 | 38 - 27 |         | 36 - 38 | 25 - 28 | 27 - 25 | 26 - 33 | 29 - 30 | 26 - 22 | 36 - 24 |
| Nieuwegein              | 31 - 34 | 28 - 23 | 20 - 23 | 20 - 19 | 38 - 22 | 34 - 19 | 26 - 21 |         | 28 - 23 | 30 - 24 | 33 - 26 | 28 - 25 | 28 - 25 | 28 - 20 |
| Olympia '89             | 32 - 28 | 31 - 19 | 24 - 25 | 30 - 18 | 31 - 25 | 29 - 23 | 33 - 27 | 31 - 28 |         | 25 - 34 | 32 - 25 | 30 - 28 | 26 - 18 | 23 - 28 |
| Koornneef W&S/Quintus 2 | 22 - 19 | 27 - 12 | 26 - 26 | 21 - 19 | 26 - 22 | 28 - 24 | 26 - 25 | 36 - 30 | 27 - 27 |         | 31 - 29 | 33 - 28 | 30 - 29 | 28 - 20 |
| Sittardia               | 27 - 27 | 32 - 21 | 29 - 32 | 23 - 26 | 37 - 24 | 33 - 23 | 29 - 24 | 19 - 25 | 21 - 24 | 23 - 21 |         | 27 - 29 | 29 - 26 | 39 - 22 |
| Snelwiek                | 38 - 27 | 32 - 27 | 30 - 29 | 30 - 28 | 32 - 24 | 29 - 28 | 28 - 26 | 27 - 34 | 29 - 30 | 27 - 29 | 22 - 25 |         | 31 - 28 | 23 - 25 |
| KRAS/Volendam 2         | 32 - 26 | 31 - 20 | 25 - 30 | 33 - 26 | 39 - 20 | 39 - 24 | 34 - 20 | 33 - 24 | 33 - 28 | 22 - 35 | 24 - 22 | 33 - 26 |         | 32 - 33 |
| WHC                     | 18 - 28 | 28 - 25 | 22 - 30 | 29 - 24 | 23 - 26 | 30 - 19 | 28 - 29 | 29 - 21 | 28 - 33 | 26 - 29 | 21 - 18 | 21 - 23 | 22 - 22 |         |

## Nacompetitie

### Stand
| Pos | Team             | Wed | W | G | V | Ptn | DV  | DT  | +/− | Opmerking                                                                                                  |
| --- | ---------------- | --- | - | - | - | --- | --- | --- | --- | --- |
| 1   | Nieuwegein       | 6   | 6 | 0 | 0 | 12  | 187 | 153 | +34 | Speelt Best of Two tegen nummer 17 Eredivisie voor plek in Eredivisie. Zie Best of Two promotie/degradatie |
| 2   | DIOS             | 6   | 3 | 0 | 3 | 6   | 145 | 137 | +8  | |
| 3   | Olympia '89      | 6   | 2 | 0 | 4 | 4   | 161 | 176 | −15 | |
| 4   | FIQAS/Aalsmeer 3 | 6   | 1 | 0 | 5 | 2   | 163 | 190 | −27 | |

### Uitslagen
|                  | AAL     | DIO     | NIE     | OLM     |
| ---------------- | ------- | ------- | ------- | ------- |
| FIQAS/Aalsmeer 3 |         | 21 - 29 | 31 - 38 | 43 - 35 |
| DIOS             | 25 - 17 |         | 24 - 27 | 29 - 23 |
| Nieuwegein       | 35 - 28 | 27 - 17 |         | 31 - 28 |
| Olympia '89      | 28 - 23 | 22 - 21 | 25 - 29 |         |